# Бреге 17
Бреге Br.17 (фр. Breguet Bre 17) је француски ловац-извиђач који је производила фирма Бреге (фр. Breguet). Први лет авиона је извршен 1918. године.

Највећа брзина у хоризонталном лету је износила 218 km/h. Размах крила је био 14,28 метара а дужина 8,10 метара. Био је наоружан са два синхронизована митраљеза калибра 7,7 милиметара тип Викерс.

## Наоружање
| Наоружање авиона: Бреге        |                                                                                     |
| Ватрено (стрељачко) наоружање  |                                                                                     |
| Топ                            |                                                                                     |
| Митраљез                       |                                                                                     |
| Број и ознака митраљеза        | 2 синх. Викерс на мотору, 2 Луис код осматрача позади, 1 Луис који туче позади доле |
| Калибар                        | 7,7                                                                                 |
| Бомбардерско наоружање (бомбе) |                                                                                     |
| Ракетно наоружање (ракете)     |                                                                                     |

## Верзије
- Bre.17C.2 - основна производна верзија
- Bre.17 - прототип ноћног ловца

## Оперативно коришћење
Овај авион је обично служио као допуна ескадрилама других типова авиона. Никад није формирана ескадрила искључиво ових авиона као самостална јединица. Један авион је претворен у ноћног ловца али производња ноћних ловаца није заживела.

## Земље које су користиле авион
- Француска